# Коломийчиська сільська рада
| Коломийчиська сільська рада — колишній орган місцевого самоврядування у Сватівському районі Луганської області з адміністративним центром у с. Коломийчиха. Історична дата утворення: в 1946 році. Водоймища на території, підпорядкованій даній раді: річка Жеребець. Сільській раді були підпорядковані населені пункти: - с. Коломийчиха - с. Джерельне |

## Склад ради
Рада складалася з 16 депутатів та голови.

### Керівний склад ради
| ПІБ                       | Основні відомості                                                                       | Дата обрання | Дата звільнення |
| ------------------------- | --------------------------------------------------------------------------------------- | ------------ | --------------- |
| Швидков Юрій Анатолійович | Сільський голова, 1964 року народження, освіта, член Партії регіонів                    | 26.03.2006   | 31.10.2010      |
| Чунихіна Надія Василівна  | Сільський голова, 1973 року народження, освіта середня спеціальна, член Партії регіонів | 31.10.2010   |                 |

Примітка: таблиця складена за даними джерела